# Макдъфи (окръг, Джорджия)
Окръг Макдъфи (на английски: McDuffie County) е окръг в щата Джорджия, Съединени американски щати. Площта му е 689 km², а населението - 21 551 души. Административен център е град Томсън.